# Акулово (Одинцовський район)
Акулово (рос. Акулово) — село у Одинцовському районі Московської області Російської Федерації

## Розташування
Село Акулово входить до складу міського поселення Одинцово, воно розташовано на південь від Одинцова, поруч із Можайським шосе. Найближчі населені пункти, Будинку відпочинку «Озера», Дубки, Одинцово, Губкіно. Найближча залізнична станція Одинцово.

## Населення
Станом на 2010 рік у селі проживало 239 людей

## Пам'ятки архітектури
У селі знаходиться пам'ятка історії місцевого значення — ансамбль церкви Покрови Пресвятої Богородиці 1807 року. Також у селі пам'ятний знак 76-мм гармата встановлений на честь військових 32 стрілецької дивізії, яка воювала під Москвою у 1941 році